# Contropressione

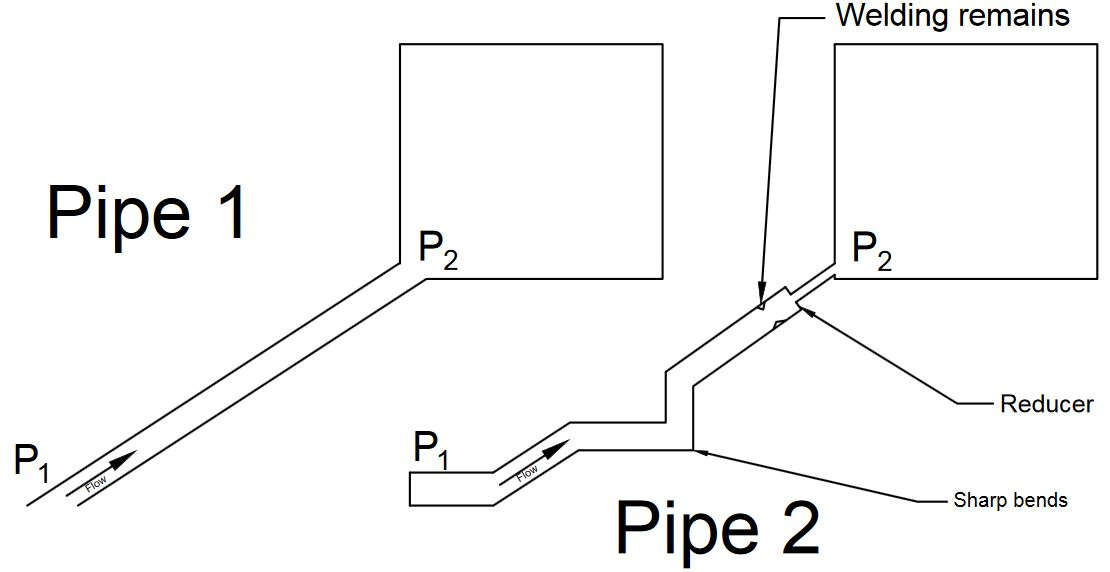
Due casi simili di tubature, il secondo caso presenta alcune curve brusche e qualche ostruzione al flusso.

La contropressione si riferisce alla pressione opposta al flusso desiderato di gas in luoghi confinati come una tubazione. Spesso è causata da ostruzioni o da piegature strette in uno spazio ristretto come un tubo di scarico.
A causa della resistenza dell'aria, l'attrito tra le molecole, il termine "contropressione" è fuorviante poiché la pressione rimane e causa il flusso nella stessa direzione, ma il flusso è ridotto a causa della resistenza. Ad esempio, un sistema di scarico di un'automobile con un numero particolarmente elevato di torsioni, piegature, curve e angoli retti potrebbe causare molta contropressione ai gas che fuoriescono dal motore dell'auto, riducendo quindi il flusso dei gas.

## Contropressione nello scarico automobilistico (motore a quattro tempi)
La contropressione provocata dall'impianto di scarico (costituito dal collettore di scarico, dal convertitore catalitico, dalla marmitta e dai tubi di collegamento) di un motore a quattro tempi per autoveicoli ha un effetto negativo sul rendimento termico, con conseguente diminuzione della potenza che deve essere compensata aumentando il consumo di carburante.

## Contropressione nello scarico dei motori a due tempi
In un motore a due tempi, tuttavia, la situazione è più complicata a causa della necessità di impedire che la miscela di combustibile / aria incombusta non passi nello scarico attraverso i cilindri. Durante il ciclo di scarico, la contropressione è ancora più indesiderabile che in un motore a quattro tempi a causa del minor tempo disponibile per lo scarico e per la mancanza di azione di pompaggio dal pistone per forzare lo scarico fuori dal cilindro. Tuttavia, poiché la porta di scarico rimane necessariamente aperta per un certo tempo dopo che lo scavenging è completato, la miscela incombusta può seguire lo scarico fuori dal cilindro, sprecando carburante e aumentando l'inquinamento, e questo può essere evitato solo se la pressione allo di scarico è maggiore di quello nel cilindro.
Questi requisiti contrastanti sono conciliati costruendo il tubo di scarico con sezioni coniche divergenti e convergenti per creare riflessi delle onde di pressione che risalgono lungo il tubo e sono forniti alla porta di scarico. L'apertura di scarico si apre mentre c'è ancora una pressione significativa nel cilindro, che guida il deflusso iniziale dello scarico. Quando l'onda di pressione dall'impulso del gas di scarico scende lungo il tubo, incontra una sezione conica divergente; questo fa sì che un'onda di pressione negativa si rifletta sul tubo, che arriva alla porta di scarico verso la fine della fase di scarico, quando la pressione del cilindro è scesa ad un basso livello, e aiuta a far fuoriuscire il gas di scarico residuo dal cilindro. Più lontano lungo il tubo di scappamento, l'onda di pressione di scarico incontra una sezione conica convergente, e questo riflette un'onda di pressione positiva di nuovo sul tubo. Quest'onda è sincronizzata per arrivare alla bocca di scarico dopo che è stato completato lo scavenging, "tappando" in tal modo la bocca di scarico, per impedire la fuoriuscita di nuova carica, e può anche spingere indietro nel cilindro qualsiasi carica che è già stata versata.
Poiché la tempistica di questo processo è determinata principalmente dalla geometria del sistema di scarico, che è estremamente difficile da rendere variabile, la tempistica corretta e quindi l'efficienza del motore ottimale in genere può essere raggiunta solo su una piccola parte della gamma di velocità operativa del motore.
Per una descrizione estremamente dettagliata di questi fenomeni, vedi Design and Simulation of Two-Stroke Engines (1996), del Prof. Gordon Blair della Queen's University di Belfast, pub. SAE International, ISBN 978-1-56091-685-7.

## Contropressione nella tecnologia dell'informazione
Il termine viene anche usato analogamente nel campo della tecnologia dell'informazione per descrivere l'accumulo di dati a ridosso di un interruttore I / O se i buffer sono pieni e incapaci di ricevere altri dati; il dispositivo trasmittente interrompe l'invio di pacchetti di dati fino a quando i buffer non sono stati svuotati e sono ancora una volta in grado di memorizzare le informazioni. Si riferisce anche a un algoritmo per il routing dei dati in base ai gradienti di congestione (vedi il percorso di contropressione).